# جان برینک
جان برینک (انگلیسی: John Brinck; ۱۶ سپتامبر ۱۹۰۸ – ۱۹ مهٔ ۱۹۳۴) قایقران روئینگ اهل ایالات متحده آمریکا بود.
وی در مسابقات کشوری و بین‌المللی در مجموع برندهٔ ۱ مدال طلا شده‌است.